# Кудимага
Кудимага (араб. غيديماغا‎, фр. Guidimakha) — область на юге Мавритании.
- Административный центр — город Селибаби.
- Площадь — 10 300 км², население — 186 697 человек (2000 год).

## География
На северо-западе граничит с областью Куркул, на северо-востоке с областью Ассаба, на юго-востоке с Мали, на юго-западе с Сенегалом по реке Сенегал.

## Административно-территориальное деление
Область делится на 2 департамента:
- Ульд-Енге (Ould Yenge)
- Селибаби (Selibaby)